# Белорусская грекокатолическая церковь

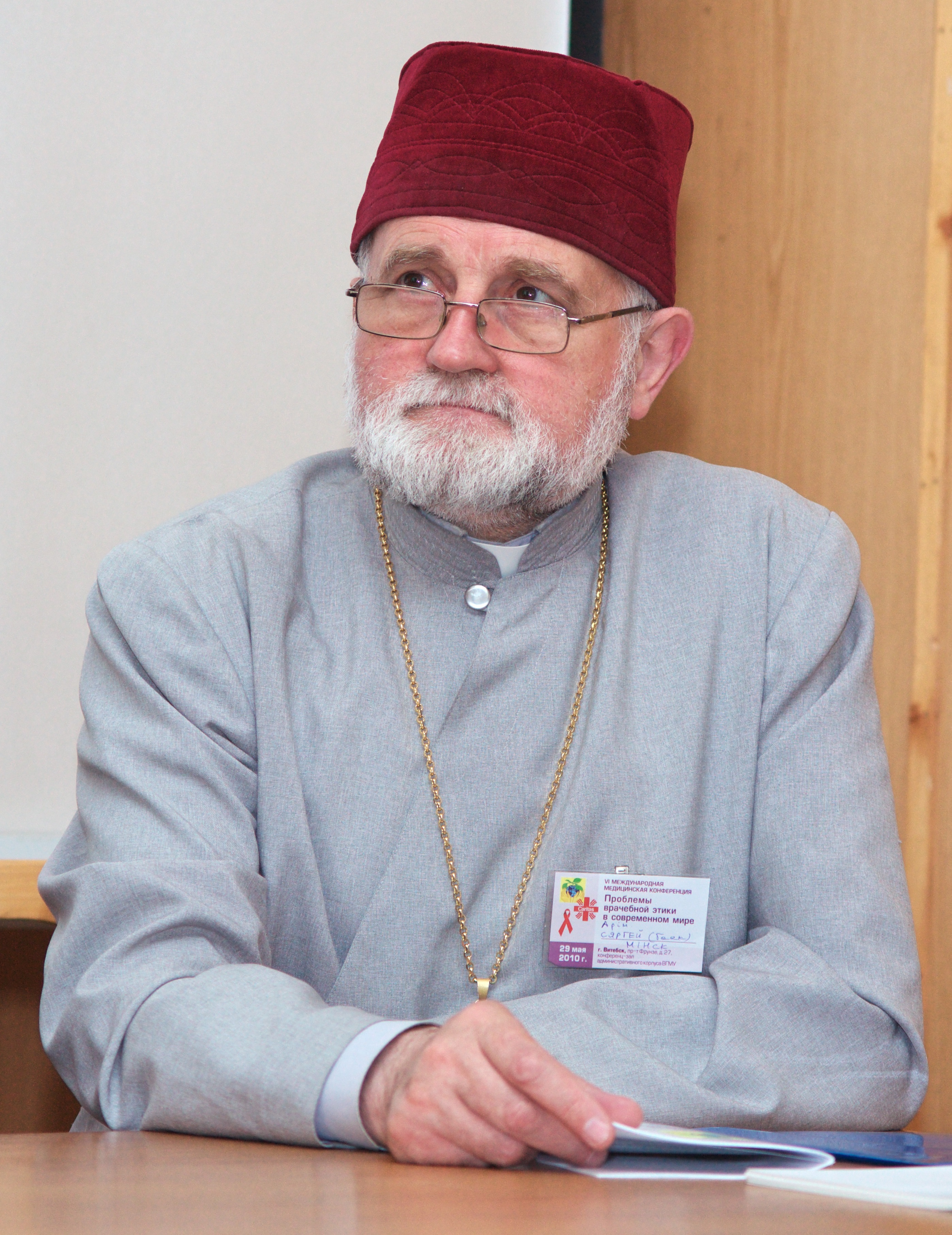
Апостольский администратор для грекокатоликов Белоруссии архимандрит Сергей Гаек

Белору́сская грекокатоли́ческая це́рковь (самоназвание Белорусская Греко-Католическая Церковь, бел. Беларуская Грэка-Каталіцкая Царква, лат. Ecclesiae Graecae Catholico Belarusica) — малочисленная восточнокатолическая церковь своего права (sui iuris), созданная для католиков, практикующих византийский обряд на территории Республики Беларусь, и для белорусских грекокатоликов в диаспоре. Является, наряду с Украинской греко-католической церковью, одной из наследниц Русской униатской церкви, созданной в результате Брестской унии 1596 года и в 1839 году обращённой в православие (Русская церковь) на Полоцком соборе.

## История
Русская униатская церковь была образована после заключения Брестской унии в 1596 году. В 1791 году на территории Великого Княжества Литовского (включая этническую Литву, где большинство было католиками латинского обряда) униаты составляли 39 % населения, а на территории современной Беларуси — 75 % (в сельской местности — более 80 %). Большинство последователей униатской церкви составляли крестьяне. Кроме того, униатами являлись часть горожан и мелкой шляхты. После разделов Речи Посполитой, когда большая часть территории современной Беларуси оказалась в составе Российской империи, часть униатов перешла в православие (Полоцкий собор 1839 года), а часть осталась в общении с Римом.
В 1794 году православный епископ Виктор (Садковский) разослал обращения с призывом к грекокатоликам переходить «в правую веру», которые зачитывались в городах и сёлах как государственные акты. Если появлялись желающие перейти в православие, то власти записывали их в книги, выплачивали им денежное пособие и присылали священника с отрядом солдат, которые изымали церковь у грекокатоликов и передавали православным, а грекокатолических священников высылали вместе с семьями. Предписывалось упразднять грекокатолические приходы, если к ним приписаны менее 100 дворов, но в случае, если они хотели перейти в православие, им разрешалось существовать. Грекокатолические епархии за исключением Полоцкой были упразднены, а епископы отправлены на пенсию или за границу.
Павел I запретил насильственные методы обращения в православие. В 1800 году он вернул большинство сосланных грекокатолических священников из Сибири, вернул грекокатоликам часть храмов и василианских монастырей. Было разрешено существовать 3 грекокатолическим епархиям: Полоцкой, Луцкой и Брестской.
Александр I передал управление грекокатолическими приходами из рук митрополита и епископов аудиторам Грекоуниатской коллегии.
В ходе Польского восстания 1830 года значительная часть униатского духовенства примкнула к нему: по данным исследователя О. В. Карповича среди повстанцев Беларуси (Могилевская, Минская, Гродненская, Витебская, два белорусских уезда Виленской губерний) было 25 церковников-грекокатоликов. Большинство повстанцев из числа униатского духовенства (22 человека) было из Минской и Гродненской губерний. После подавления восстания российские власти начали проводить политику обращения грекокатоликов в православие. 7 февраля 1834 года Грекоуниатская коллегия постановила обновить храмы в восточном духе, приобрести книги православной печати, устранить заимствования из латинского обряда. Было предписано называть младенцев только по православным святцам. Полиции вменялось в обязанность проверять, чтобы в униатских храмах священник отправлял богослужения только по православному служебнику. В церквях стали сооружать иконостасы. После этого многие грекокатолики переставали ходить в свои церкви и уходили в костёлы.
В начале 1833 года православный епископ Полоцкий и Витебский Смарагд (Крыжановский) начал проводить политику присоединения грекокатоликов к православию с помощью властей. В 1835 году был создан комитет по очистке униатского обряда, который потребовал продать все органы, либо разобрать их на запчасти. Прихожане оказывали сопротивление этой политике. Так, в Речицкой церкви Пинского уезда Минской губернии крестьяне разобрали не орган, а создаваемый иконостас.
В январе 1837 года униатская церковь была подчинена ведению обер-прокурора Святейшего Синода.
12 февраля 1839 года в Полоцке собрался собор во главе с грекокатолическими епископами Иосифом Семашко, Антонием Зубко и Василием Лужинским. Собор постановил признать присоединение белорусских епархий к православной церкви. К обращению к императору об этом были приложены подписи 1305 человек белого духовенства и монашествующих. По этому случаю была выбита медаль, на которой было написано, что отторгнутые силой были присоединены любовью. Тем не менее, в историю уничтожения грекокатолической церкви в Беларуси вошел Церковлянский протест 111 униатских священников Белорусской епархии, которые на своем несанкционированном съезде 16 сентября 1838 года в местечке Церковляны Дисненского уезда подписали петицию и направили к царю своих представителей с просьбой освободить их от власти церковного начальства и оставить в унии. Но их запретили в священнослужении и перевели на должности пономарей, а наиболее упорствующих выслали в Сибирь административным порядком.
Иосиф Семашко в 1852 году лично наблюдал за сожжением 1295 книг, найденных в бывших униатских храмах. В своих «Записках» он сообщал, что за следующие три года по его приказу сожгли ещё две тысячи томов.

В 1858 года Александр Герцен опубликовал в своем лондонском «Колоколе» статью «Секущее православие», где Иосифа Семашко он называл «во Иуде предатель, палач, заслуживший европейскую известность». В статье, в частности писалось следующее о событиях в Волковысском уезде Гродненской губернии, где крестьяне, ранее принудительно обращенные в православие, вернулись в грекокатолицизм: 
Со стороны гражданского начальства истязанием заведовал окружной Новицкий. Этот полицейский апостол сек людей до тех пор, пока человек не соглашался принять причастие от православного попа. Один четырнадцатилетний мальчик после двухсот розг отказался от такого общения с Христом. Его снова начали сечь, и только тогда, уступая страшной боли, он согласился. Православная церковь восторжествовала!
На небольшой территории современной Беларуси — недалеко от Гродно, в Сопоцкинском крае, который до 1915 года находился в Царстве Польском, униатство просуществовало до 1875 года, когда была ликвидирована уния в Холмской епархии. Современные источники, близкие Белорусской грекокатолической церкви, указывают на насильственный характер обращения в православие не менее 7,5 тыс. белорусских униатов из 7 приходов Сопоцкинского края.
В 1905 году после указа императора Николая II «Об утверждении начал веротерпимости», часть белорусов перешла в католицизм; однако из-за препятствий для грекокатоликов, чинимых правительством, большая их часть приняла латинский обряд. В Сопоцкинском крае практически 100 % переведённых в православие бывших униатов стали римо-католиками.
В январе 1923 года митрополит Андрей Шептицкий временно подчинил грекокатоликов Восточной Беларуси экзарху Российской католической церкви византийского обряда Леониду Фёдорову.
После Первой мировой войны Западная Белоруссия была включена в состав польского государства. Некоторые белорусские грекокатолики из Восточной Беларуси и России, опасаясь теперь уже репрессий атеистического государства, эмигрировали в Польшу. Кроме того часть православных верующих и отдельных приходов в Западной Беларуси вновь подтвердили своё единство с Римом. В 1931 году для этих белорусских грекокатоликов в Польше был назначен апостольский визитатор.
В 1939 году Западная Белоруссия была присоединена к Советскому Союзу. В этой новой ситуации митрополит Андрей Шептицкий в силу своих полномочий, полученных от папы, осенью 1939 года учредил Белорусский экзархат грекокатолической церкви и назначил временно исполнять обязанности экзарха украинского епископа Николая Чарнецкого. 17 октября 1940 года на Втором Соборе экзархов во Львове Белорусским экзархом грекокатолической церкви был назначен иезуит о. Антоний Неманцевич, белорус. Полномочия о. А. Неманцевича как экзарха и решение об учреждении Белорусского экзархата ГКЦ получили официальное подтверждение Апостольской Столицы 22 ноября 1941 года, а экзархат получил статус апостольского. Белорусский экзарх ГКЦ был арестован гестапо 4 июля 1942 года за свою активную миссионерскую деятельность. 6 января 1943 года о. Антоний Неманцевич, как исповедник, умер в тюрьме СД в Минске (в настоящее время готовятся документы для начала его беатификационного процесса). После его ареста деятельность структур Белорусского грекокатолического экзархата практически была прекращена, за исключением пастырской опеки верующих в уцелевших сельских приходах.
После Львовского собора 1946 года приходы Белорусской грекокатолической церкви, как и Украинской грекокатолической церкви, были ликвидированы, деятельность Церкви полностью запрещена, священники репрессированы, умерли или эмигрировали, а верующие формально присоединены к РПЦ. Однако часть верующих продолжали вплоть до возрождения Церкви в 1990-е годы считать себя униатами: некоторые из них молились в православных церквах, другие молились у римо-католиков, в том числе несколько грекокатолических монахинь в Пинске, а некоторые, считая себя верными униатами и не имея возможности ходить в католический храм, молились дома. В Гродно тайно вёл миссионерскую работу о. Виктор Данилов, рукоположенный в 1976 году Главой УГКЦ в подполье архиепископом Владимиром Стернюком.
Вплоть до 1990-х годов приходы белорусских грекокатоликов существовали лишь в эмиграции — в Лондоне, Чикаго, Париже и Лёвене. В 1960 году Святой Престол назначил Чеслава Сиповича, белорусского грекокатолического епископа, проживавшего в Лондоне, Апостольским визитатором для белорусов-католиков по всему миру. Его преемниками стали епископ Владимир Тарасевич (1983 год) и о. Александр Надсон (1986 год).
После распада СССР в 1991 году белорусские грекокатолики вышли из подполья и получили возможность свободного исповедания веры. С 1994 года Александр Надсон стал Апостольским визитатором для белорусов эмиграции, а архимандрит Сергей Гаек — для грекокатоликов Беларуси.

## Ординарии
- протопресвитер Леонид Фёдоров, M.S.U., с 1923 по 1931 год
- епископ Николай (Чарнецкий), CSsR, с 1939 по 1940 год
- иеромонах Антоний Неманцевич, sj, с 1940 по 1943 год
- архимандрит Сергей Гаек, M.I.C., апостольский визитатор, с 1994 года — по настоящее время

## Современное состояние

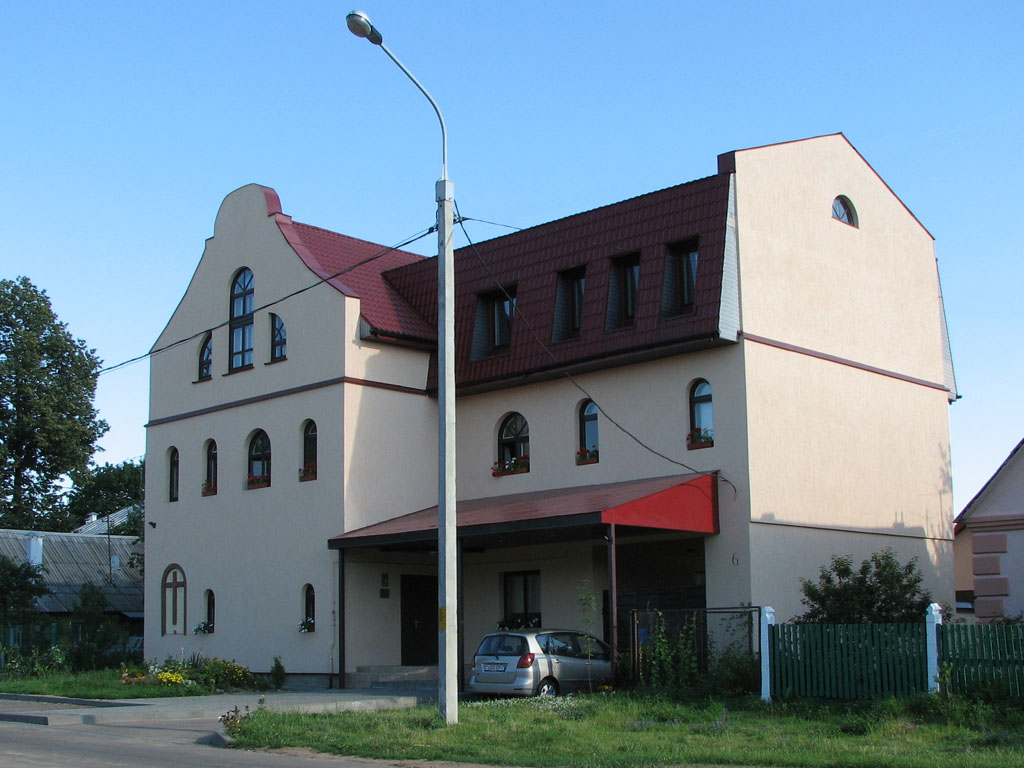
Грекокатолический центр святого Иосифа в Минске

Исследование религиозной принадлежности, проведенное в 1992 году Белорусским государственным университетом, показало, что почти 100 000 белорусов считают себя грекокатоликами. По данным на 2005 год число прихожан Белорусской грекокатолической церкви составляло около 3 000 человек, принадлежавших 20 приходам (из них 13 зарегистрированных государством) и около 4 000 человек, проживающих за пределами приходских округов.
В июне 2008 года, по данным пресс-службы Апостольского визитатора для греко‑католиков в Беларуси, количество верующих грекокатолического обряда в стране — около 10 000; имеется 15 зарегистрированных приходов, около 10 общин пока не могут пройти регистрацию в силу особенностей белорусского законодательства; 15 священников. Созданы два протопресвитерата (деканата) БГКЦ: Восточный протопресвитерат им. св. Иосафата и Центрально-Западный им. Николая Чернецкого. Храмы — в Полоцке Витебской области и в Могилёве (часовня). В Минске, а также в областных и ряде районных городов страны созданы грекокатолические центры. Наиболее значительный из грекокатолических душпастырских центров, кроме Минска, — в Бресте, где также находится редакция белорусской грекокатолической газеты «Царква». В Полоцке действовал Борисоглебский грекокатолический монастырь Студийского устава. Место предстоятеля церкви вакантно, фактически обязанности главы церкви исполняет Апостольский визитатор архимандрит Сергей Гаек. Служба ведётся на белорусском языке.
Около 2 000 белорусских грекокатоликов живут в диаспоре. Сегодня приходы и небольшие общины Белорусской грекокатолической церкви за пределами Беларуси расположены в Лондоне (есть храм), Антверпене, Праге, Калининграде, Риме, Варшаве.
30 марта 2023 года Папа Франциск учредил Апостольскую администратуру для верующих византийского обряда в Беларуси и назначил Апостольского администратора того же церковного круга архимандрита Сергея Гаека, M.I.C., в настоящее время апостольского визитатора для тех же верующих. Учреждение Апостольской администратуры предоставляет белорусским греко-католикам официальную церковную структуру, подчиняющуюся напрямую Святому Престолу. Это означает повышение статуса БГКЦ, которая ранее находилась под пастырским попечением апостольского визитатора. Теперь община получила более устойчивую и автономную форму церковного управления, приближающую её к статусу епархии.

## Галерея

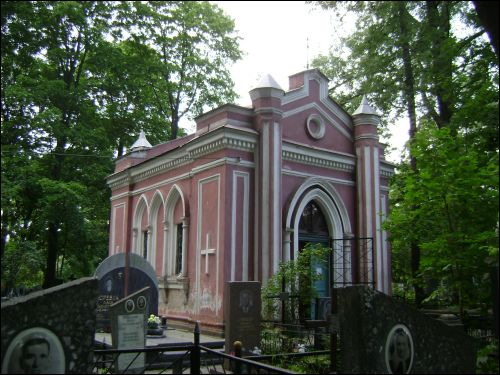
Часовня Матери Божей Белыницкой на кладбище в Могилёве
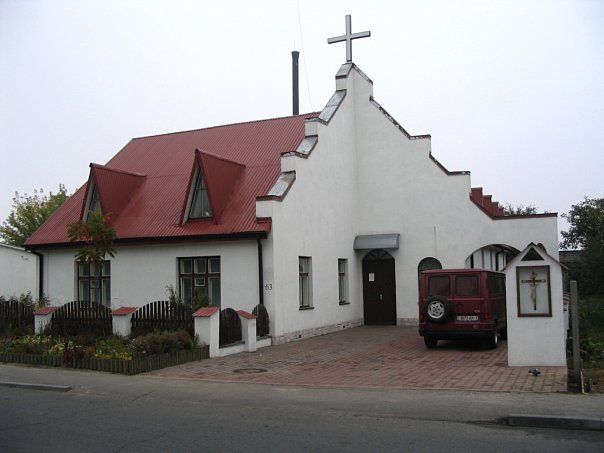
Грекокатолический центр в Бресте
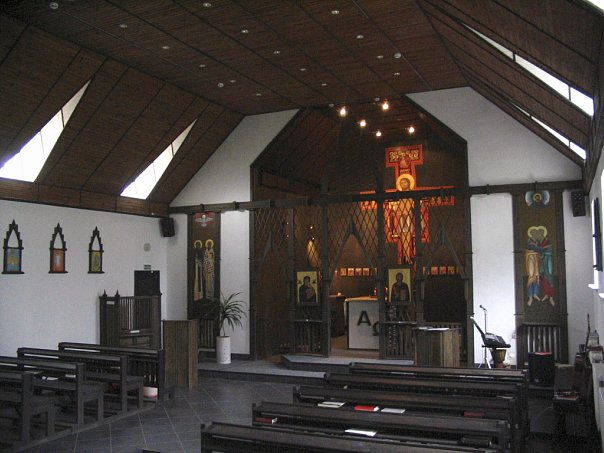
Церковь Святых братьев апостолов Петра и Андрея в Бресте
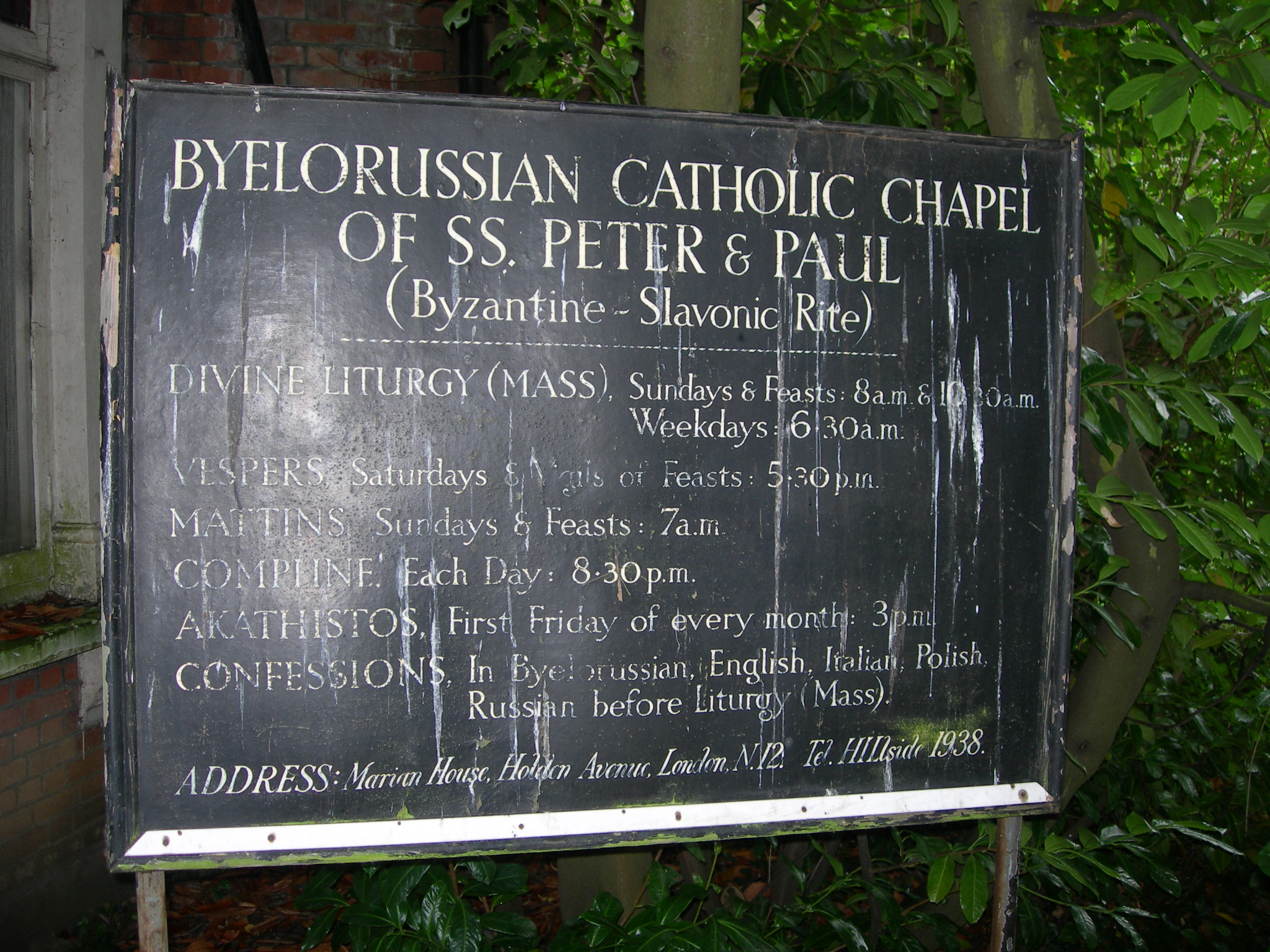
Знак около белорусской грекокатолической часовни у белорусской библиотеки имени Франциска Скорины в Лондоне
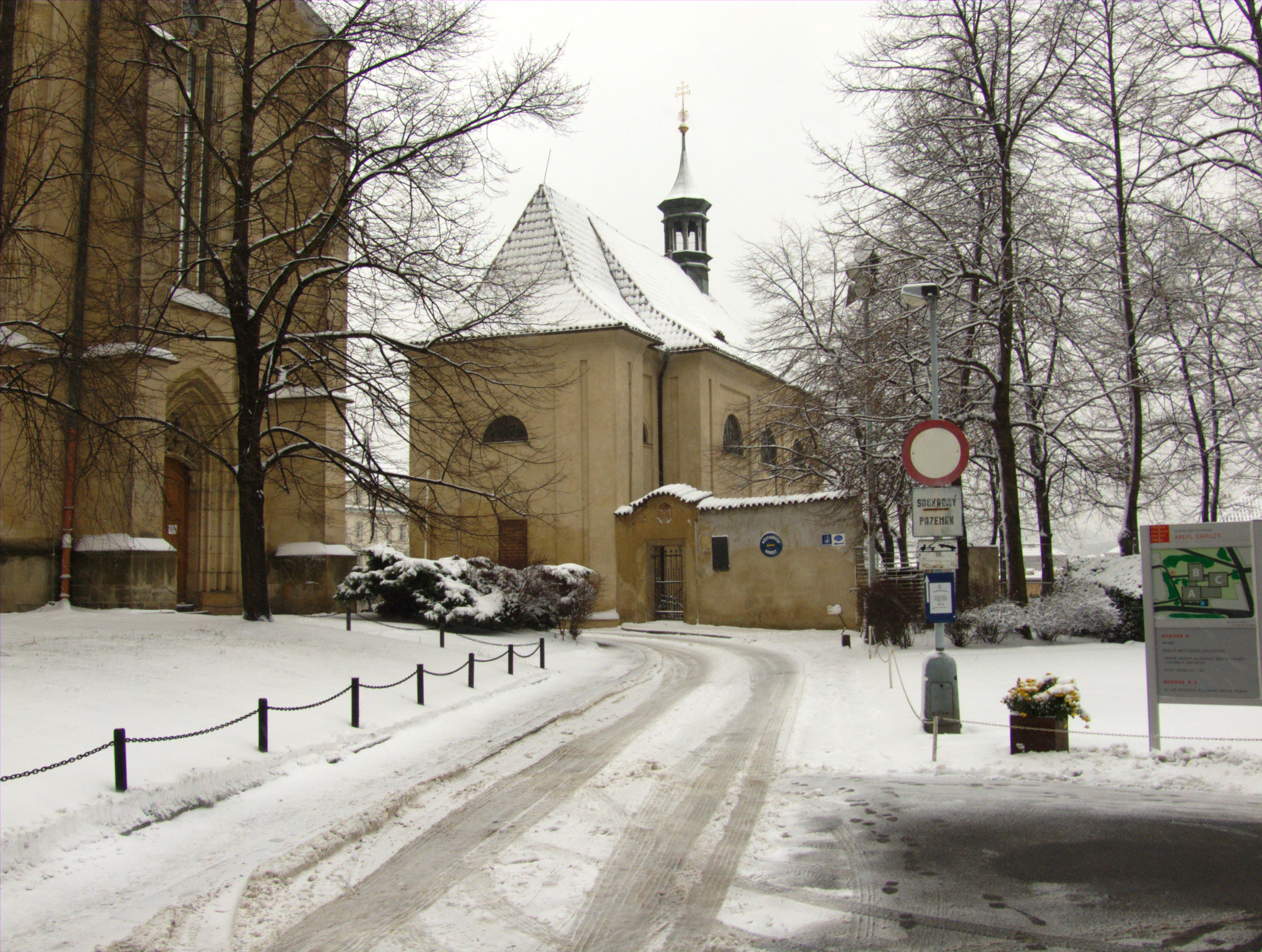
Церковь св. Космы и Дамиана в Праге, где проводят службы белорусские грекокатолики